# Marit Malm Frafjord
Marit Malm Frafjord (Tromsø, 1985. november 25. –) világ-, kétszeres olimpiai- és ötszörös Európa-bajnok norvég válogatott kézilabdázó, beálló.

## Pályafutása
Frafjord átlövőként kezdett kézilabdázni, első profi csapatában, a Rapp SK-ban kezdett beálló pozícióban játszani. 2007-ben a Byåsen IL-lel Kupagyőztesek Európa-kupája döntőt játszott, a döntő két mérkőzésén összesen 10 gólt szerzett, csapata így is kikapott a román CS Oltchim Râmnicu Vâlcea-tól. 2010-ben leigazolta a Bajnokok ligája címvédője, a Viborg HK. 2014-ben csapata bejutott a KEK döntőjébe, de Frafjord a bajnokság közepén Achilles sérülést szenvedett, így a szezon utolsó felében már nem léphetett pályára, a csapata a döntőben azonban nélküle is győzni tudott az orosz Zvezda Zvenyigorod ellen. Három csapattal is szerepelhetett a Bajnokok ligájában, legeredményesebb szezonja a 2016–2017-es volt, amikor 57 gólt szerzett, és az All-star csapatba is beválasztották. 2017 év elején meghosszabbította a norvég csapatnál lejáró szerződését, amely tartalmazta azt a kitételt, hogy más érdeklődő esetén felbontható az anyagi gondokkal küzdő csapattal kötött szerződése. Egy hónap múlva végül a román CSM București ajánlatát fogadta el.
A norvég válogatottban 2005 óta játszik, posztján a világ egyik legjobb beállósával, Heidi Løke-vel kellett osztoznia. A 2012-es Európa-bajnokság után egy időre sérülései és motiváltságának elvesztése miatt lemondta a válogatottságot. A 2016-os olimpia előtt jelezte a szövetségi kapitánynak, Þórir Hergeirssonnak, hogy újra kész szerepelni a válogatottban. Nyert négy Európa-bajnokságot, egy világbajnokságot, részt vett három olimpián, amelyről kétszer győztesként, egyszer bronzérmesként térhetett haza.

## Sikerei
- Olimpiai bajnok: 2008, 2012
  - Bronzérmes: 2016, 2021
- Világbajnokság győztese: 2011
  - Ezüstérmes: 2007
  - Bronzérmes: 2009
- Európa-bajnokság győztese: 2006, 2008, 2010, 2016, 2020
  - Ezüstérmes: 2012
- Norvég bajnokság győztese: 2015, 2016, 2017
- Norvég kupa
  - Győztes: 2007, 2014, 2015
  - Ezüstérmes: 2004, 2005, 2006, 2008, 2009
- Dán bajnok: 2019, 2020
- Bajnokok ligája
  - Bronzérmes: 2015, 2018
- Bajnokok ligája legjobb beállósa: 2017
- Kupa Győztesek Kupája
  - Győztes: 2014
  - Ezüstérmes: 2007, 2012
- EHF-Kupa
  - Ezüstérmes: 2019